# Rosebud (Missouri)
Rosebud és una població dels Estats Units a l'estat de Missouri. Segons el cens del 2000 tenia 364 habitants.

## Demografia
Segons el cens del 2000, Rosebud tenia 364 habitants, 155 habitatges, i 103 famílies. La densitat de població era de 425,9 habitants per km².
Dels 155 habitatges en un 31,6% hi vivien nens de menys de 18 anys, en un 55,5% hi vivien parelles casades, en un 8,4% dones solteres, i en un 33,5% no eren unitats familiars. En el 32,3% dels habitatges hi vivien persones soles el 17,4% de les quals corresponia a persones de 65 anys o més que vivien soles. El nombre mitjà de persones vivint en cada habitatge era de 2,35 i el nombre mitjà de persones que vivien en cada família era de 2,88.
Per edats la població es repartia de la següent manera: un 25,8% tenia menys de 18 anys, un 9,6% entre 18 i 24, un 27,7% entre 25 i 44, un 17,9% de 45 a 60 i un 19% 65 anys o més.
L'edat mediana era de 36 anys. Per cada 100 dones de 18 o més anys hi havia 90,1 homes.
La renda mediana per habitatge era de 29.688 $ i la renda mediana per família de 33.750 $. Els homes tenien una renda mediana de 24.766 $ mentre que les dones 17.857 $. La renda per capita de la població era de 18.513 $. Entorn del 13,5% de les famílies i el 23,3% de la població estaven per davall del llindar de pobresa.

## Poblacions més properes
El següent diagrama mostra les poblacions més properes.